# Shou
Pour l’article ayant un titre homophone, voir Chou.
Pour les articles homonymes, voir Shou (homonymie).
Shou (en grec ancien Σῶς / Sỗs ou Σῶσις / Sỗsis) est un dieu de la mythologie égyptienne qui fait partie de la grande Ennéade d'Héliopolis.

## Nom
Le nom du dieu peut être traduit de diverses manières. Il semble dériver d'une racine, shouy, signifiant soit « le vide », « la vacuité », soit « se lever », « soulever ». Le même terme est attesté dans le langage courant, depuis le Moyen Empire, avec le sens « lumière ». Shou peut donc se traduire comme « air lumineux », « vibration radieuse et vivifiante », le terme shout-Rê correspondant, grosso modo, à « plume de lumière ». Son nom contient également l'idée de « lever », « soulever », ce qui correspond également à l'une des fonctions de Shou : il est « Celui qui se lève », mais aussi « Celui qui soulève », sous-entendu Nout, le ciel.

## Représentation

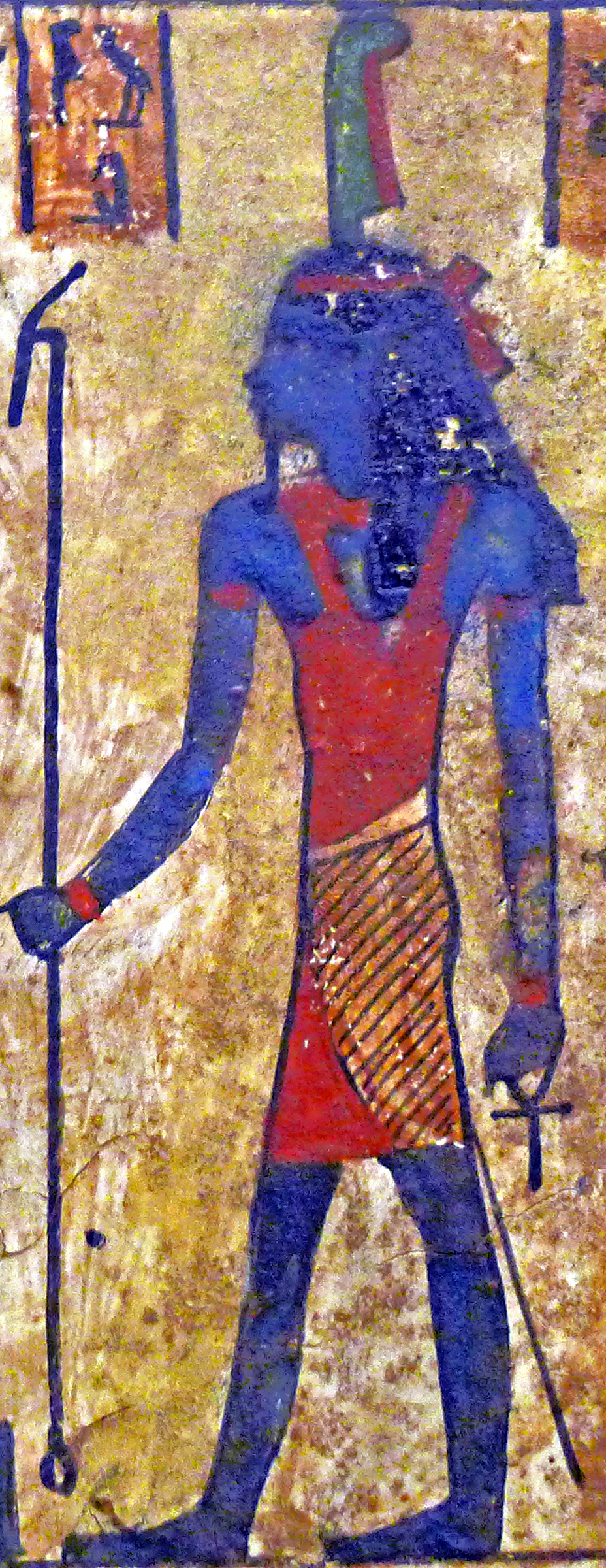
Représentation de Shou figurant sur la stèle d'Ousirour - Musée du Louvre.

Personnification de l'air, Shou est presque toujours représenté anthropomorphe, comme tous les dieux cosmiques. En relation avec Rê, il peut prendre la forme d'un lion ou, très rarement, celle d'un homme léontocéphale, vêtu du costume habituel des dieux égyptiens.
Son principal attribut est la plume d'autruche de profil, quelquefois remplacée par les quatre plumes d'Onouris. Il tient le sceptre Ouas et le signe de la vie. Ses couleurs sont le rouge et le bleu.
Aucun animal n'est particulièrement consacré à Shou, mais le bélier de Mendès est considéré comme son Ba (comme celui de Geb, Khnoum, Osiris et Rê).

## Lieu de culte
Héliopolis, résidence du 13e nome de Basse-Égypte, est le lieu d'origine du culte de Shou. Par l'assimilation du premier couple divin aux Routy, les deux lions divins, Shou et Tefnout sont vénérés à Léontopolis (11e nome) ; il est également associé au culte de Sopdou (Saft el-Henneh, 20e nome). En Haute-Égypte, à Ombos (5e nome), Shou se confond avec la forme locale d'Horus.
Les fêtes en l'honneur de Shou sont mal connus ; il bénéficiait des cérémonies héliopolitaines et memphites et était invoqué, avec Tefnout et Khonsou, lors des fêtes lunaires.

## Fonction

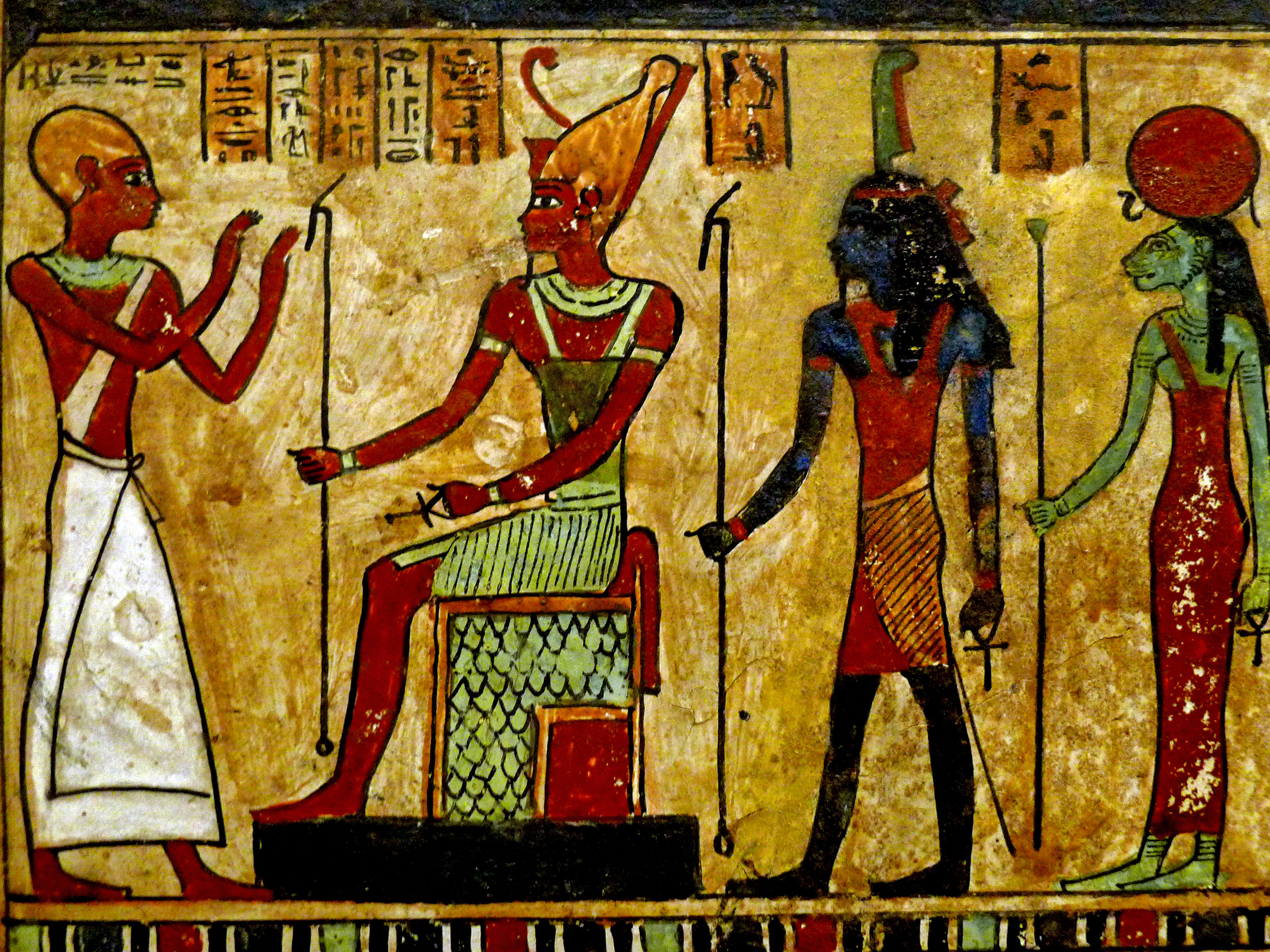
Shou et Tefnout (personnages de droite) sur une image de la stèle d'Ousirour - Musée du Louvre.

Dans le mythe héliopolitain, Shou et Tefnout sont les enfants d'Atoum, démiurge androgyne, et le premier couple de dieux sexuellement différenciés : Shou est donc le premier dieu exclusivement mâle, père de Geb et Nout, nés de la déesse Tefnout.
Par assimilation d'Atoum à Rê, Shou est affilié avec ce dernier ; Shou et Tefnout sont alors comparés aux Routy.
Les diverses fonctions de Shou le mettent en rapport avec Heh.
Dieu cosmique et membre de l'Ennéade héliopolitaine, Shou est attesté, dès les Textes des pyramides, comme maître de l'air. Il en est la substance vivifiante, le souffle vital, le principe de vie même, qu'il est censé transmettre aux morts qui espèrent son intervention. Il commande aux vents, « Maître des quatre vents du ciel » — d'où son attribut, la plume — et aux phénomènes météorologiques non violents (par opposition à Seth, tels nuages et brumes, les « os de Shou », les « soulèvements de Shou ».
Shou régit aussi d'autres capacités vitales, comme l'ouïe et la concentration de la pensée. Il a même le pouvoir « d'ouvrir le sein maternel et de donner la vie ce(lui) qui est dans l'œuf », capacité qui découle de sa fonction d'« ouvrir » (les Égyptiens avaient une acceptation assez particulière de ce mot) le ciel. En effet, les bras de Shou, colonnes d'air et de lumière, soulèvent et soutiennent le ciel (Nout) comme quatre piliers, faculté qui le met en parallèle avec Heh.

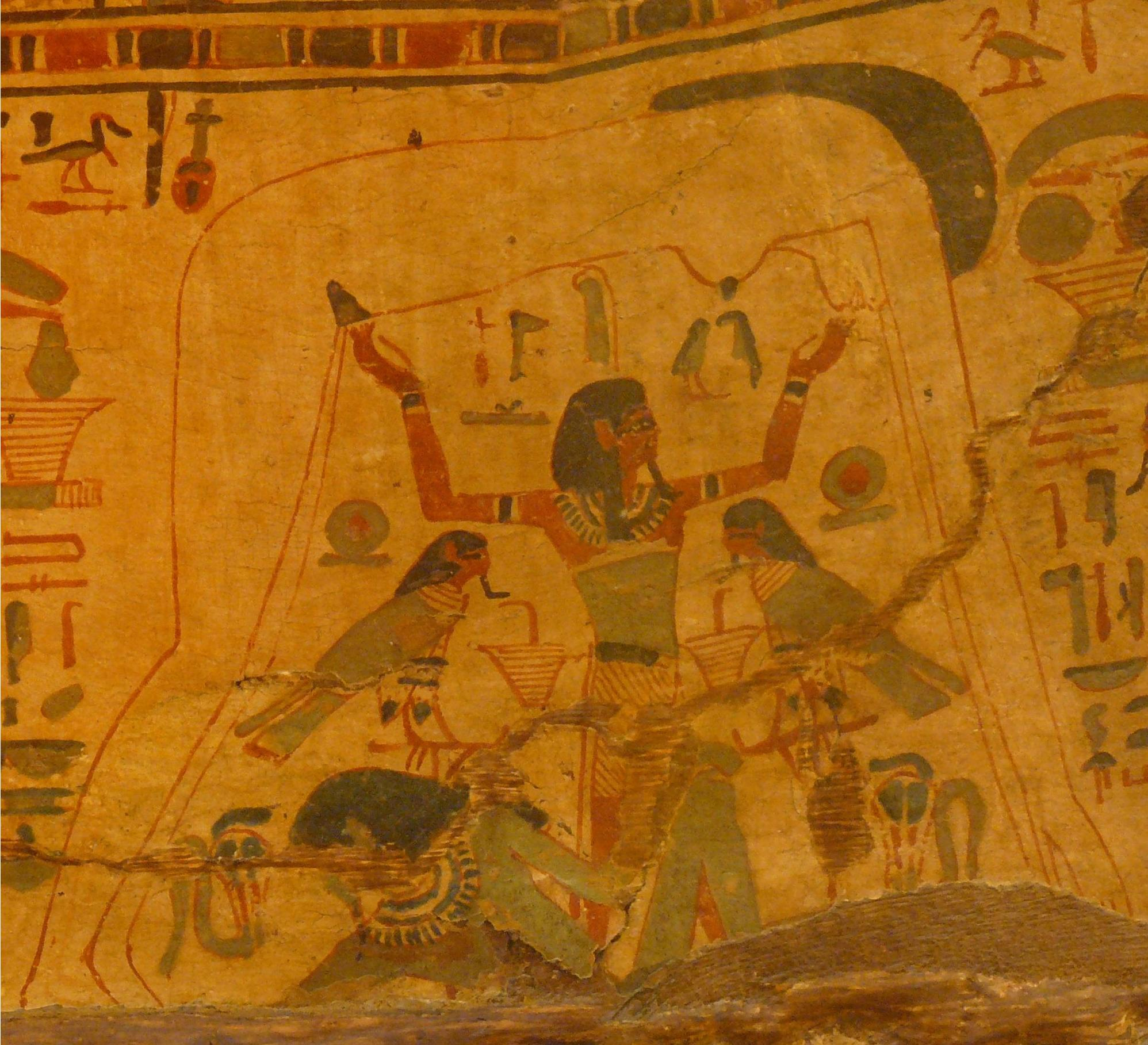
Shou soutenant Nout.

Rayon lumineux qui ouvre le chemin à Rê quand il voyage dans l'horizon, Shou défend, tel Horus, le Soleil contre les forces des ténèbres (Apophis). Ce rôle lui confère des fonctions royales et Pharaon, Horus incarné, peut monter sur le « trône de Shou ».
Le combat pour son père Rê, assimilé à Atoum, révèle la nature guerrière de Shou qui est aidé par Tefnout. Le couple divin représente aussi les yeux de Rê : le soleil et la lune, identifiés pareillement aux couronnes de Haute et de Basse-Égypte.
Par ailleurs, les six rois-dieux qui ont précédé les hommes sont dans l'ordre :
1. Rê,
2. Shou,
3. Geb,
4. Osiris,
5. Horus,
6. Thot (incertain).

Le dieu est impliqué, par ses nombreuses fonctions, dans plusieurs mythes.
D'abord, il est un des éléments fondamentaux de la cosmogonie héliopolitaine et du cycle de Rê.
C'est Shou qui, sur ordre de son père, sépara Geb et Nout (l'air entre la terre et le ciel).
Frère jumeau et époux de Tefnout, il participe, avec Onouris, au mythe de la Déesse lointaine et de son retour en Égypte, mythe qui se confond avec celui d'Hathor-Tefnout et d'Isis-Sothis, explication légendaire de l'inondation.
Fondamental dans le panthéon, Shou est présent dans les manifestations religieuses durant toute la civilisation pharaonique. La puissance physique de Shou, « Celui qui soulève » le ciel, a incité les Grecs à le comparer à leur Héraclès et les Romains à Hercule (mais pas à Atlas, car Atlas soutient la terre, pas le ciel).

## Naissance du couple primordial
Sous l'Ancien Empire, en suivant les Textes des pyramides, il apparaît que le dieu créateur Atoum est imaginé comme un dieu androgyne, à la fois mâle et femelle, malgré le fait qu'il soit représenté comme un homme. Une de ses méthodes de création est la masturbation. Avec sa sœur jumelle Tefnout, Chou forme le premier couple divin sexuellement différencié. Tous deux sont issus de la « flamme ardente d'Atoum », c'est-à-dire son sperme éjaculé lors d'un acte solitaire à Héliopolis :

« Atoum est Celui qui est venu à l'existence et qui s'est donc masturbé à Héliopolis ! C'est dans son poing qu'il a placé son phallus et c'est grâce à lui qu'il a créé un orgasme ! Ainsi sont nés deux jumeaux, Chou et Tefnout ! »

— Textes des pyramides, extrait du chap. 527. Traduction de Claude Carrier
.
À partir de la Première Période intermédiaire, le statut androgyne d'Atoum n'est plus pérenne et son travail de création nécessite la présence d'une partenaire féminine ; la déesse Djeretef dont le sens littéral du nom est « sa main », en référence à la pratique onaniste du dieu. Aussi, dans les Textes des sarcophages du Moyen Empire, l'acte créateur n'est plus présenté comme une masturbation solitaire mais comme une copulation du dieu avec sa main. Cela signifie que l'action créatrice prend place entre deux êtres, l'un mâle (Atoum), l'autre femelle (sa main). Le sperme, une fois éjaculé, se retrouve dans la bouche du dieu dans laquelle s'opère une gestation, puis, dans un second temps, une naissance par crachat. Ce même épisode mythique se retrouve tout à la fin de la civilisation égyptienne, dans le Livre du renversement d'Apophis (Papyrus Bremmer-Rhind) daté de l'an -311 :

« […] et ils sortirent de moi-même après que je me fus excité avec mon poing, que mon désir est venu à moi dans ma main et que le sperme est tombé de ma bouche ; j'ai craché en tant que Chou et j'ai rejeté en tant que Tefnout. […] »

— Papyrus Bremmer-Rhind, colonne 28 (extrait). Traduction de Claude Carrier.